# Epidromia
Epidromia é um gênero de traça pertencente à família Arctiidae.